# ان‌جی‌سی ۲۸۸
ان‌جی‌سی ۲۸۸ (انگلیسی: NGC 288) یک خوشه کروی در صورت فلکی سنگتراش است که ظاهر بصری آن توسط جان درایر در سال ۱۸۸۸ میلادی توصیف شد.